# Te dejaré de amar
Te dejaré de amar (trad.: Deixarei de Te Amar) é uma telenovela mexicana exibida pela Azteca e produzida por Juan David Burns em 1996. 
Foi protagonizada por Rocío Banquells e Miguel Varoni com antagonização de Rafael Sánchez Navarro. Ela inaugurou uma nova faixa de novelas no canal.  

## Elenco
- Rocío Banquells como Regina Sandor
- Miguel Varoni como Gabriel Uriza
- Rafael Sánchez Navarro como Francisco Uriza
- Gledys Jiménez como Virginia
- Javier Gómez como Rolando
- Ana Ofelia Murguía como Zulema
- José Luis Franco como Ricardo
- Gina Moret como Rita
- Miltón Cortez como Carlos
- María Fernanda García como Marcela
- Alicia Bonet como Sandra
- Roberto Carrera como Alberto
- Deborah Ríos como Poulette
- Nora Parra como Irina
- Adriana Parra como Andrea
- Jorge Finx como Ramiro
- Farnesio de Bernal como Jack